# Mezzettia parviflora
Mezzettia parviflora är en kirimojaväxtart som beskrevs av Odoardo Beccari. Mezzettia parviflora ingår i släktet Mezzettia och familjen kirimojaväxter. IUCN kategoriserar arten globalt som akut hotad. Inga underarter finns listade i Catalogue of Life.